# Vinod Khanna

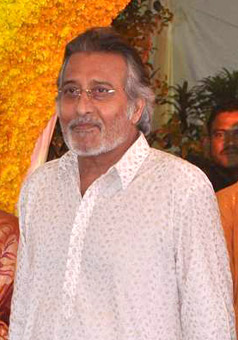
Vinod Khanna (2012)

Vinod Khanna (* 6. Oktober 1946 in Peschawar, Britisch-Indien; † 27. April 2017 in Mumbai, Indien) war ein indischer Schauspieler, Filmproduzent und Politiker.

## Schauspielkarriere
Khanna, der zu Beginn seiner Karriere vorwiegend Charakterrollen und Bösewichte spielte, entwickelte sich in den Siebzigerjahren zu einem der erfolgreichsten Schauspieler Bollywoods. Seinen Durchbruch hatte er 1971 neben Meena Kumari mit dem Gulzar-Film Mere Apne, einem Remake von Tapan Sinhas Apanjan aus dem Jahr 1968. Daraufhin folgten weitere Hits wie Parvarish (1977), Amar Akbar Anthony (1977), Muqaddar Ka Sikandar (1978), The Burning Train (1980) und Qurbani (1980).
1979 zog er sich auf dem Höhepunkt seines Erfolgs für einige Zeit von der Filmindustrie zurück und lebte mehrere Jahre bei seinem Guru Osho in Rajneeshpuram. Mitte der Achtzigerjahre nahm er seine Filmkarriere wieder auf. Seine Tätigkeit als Politiker hatte dann allerdings dazu geführt, dass er seine Filmtätigkeit stark eingeschränkt hatte. Er spielte zuletzt vorwiegend Charakterrollen.

## Politische Karriere
1997 trat Khanna der Bharatiya Janata Party (BJP) bei und begann eine Karriere als Politiker. 1998 wurde er für die BJP aus dem Wahlkreis Gurdaspur in die Lok Sabha, das Unterhaus des gesamtindischen Parlaments, gewählt. Bei den Wahlen 1999 und 2004 verteidigte er seinen Sitz.
Vom 1. Juli 2002 bis zum 28. Januar 2003 war Khanna in der Regierung Atal Bihari Vajpayees Minister für Tourismus und Kultur. Vom 29. Januar 2003 bis Mai 2004 amtierte er als Staatsminister im indischen Außenministerium. Mit der Wahlniederlage der BJP im Jahre 2004 verlor er den Ministerposten.
Bei der Parlamentswahl 2009 verlor Khanna seinen Wahlkreis und schied aus der Lok Sabha aus. Bei der darauffolgenden Wahl 2014 gewann er den Sitz aber wieder zurück.

## Privatleben
Khanna heiratete seine Frau Geetanjali, die er während seines Studiums kennengelernt hatte, kurz nach Beginn seiner Filmkarriere und hat zwei Söhne von ihr: Akshaye Khanna und Rahul Khanna, beide heute selbst Bollywood-Schauspieler. Ende 1975 wurde Khanna ein Schüler von Osho. In den frühen Achtzigerjahren ging er für vier Jahre nach Rajneeshpuram, Oshos Kommune in den Vereinigten Staaten, wo er als Tellerwäscher, Putzmann und Gärtner arbeitete. Die lange Abwesenheit von seiner Familie, die in Indien zurückgeblieben war und nur telefonischen Kontakt mit ihm hatte, verursachte Spannungen mit seiner Frau, und die Ehe endete in Scheidung.
1990 heiratete Khanna seine zweite Ehefrau, Kavita; das Paar hatte zwei Kinder.
Am 27. April 2017 starb Khanna aufgrund von Blasenkrebs in Mumbai.

## Auszeichnungen und Nominierungen
- 1975 – Filmfare Award für den besten Nebendarsteller für seine Rolle in Haath Ki Safai
- 1977 – Nominiert für den Filmfare Award für den besten Nebendarsteller für seine Rolle in Hera Pheri
- 1978 – Nominiert für den Filmfare Award für den besten Hauptdarsteller für seine Rolle in Shaque
- 1981 – Nominiert für den Filmfare Award für den besten Hauptdarsteller für seine Rolle in Qurbani
- 2000 – Filmfare Award für sein Lebenswerk
- 2007 – Zee Cine Award für sein Lebenswerk

(Die hier genannten Jahreszahlen geben jeweils das Jahr der Preisverleihung wieder.)

## Filmografie (Auswahl)
- 1968: Man Ka Meet
- 1970: Aan Milo Sajna
- 1970: Purab Aur Paschim
- 1971: Mera Gaon Mera Desh
- 1971: Mere Apne
- 1971: Reshma Aur Shera
- 1971: Sachaa Jhutha
- 1974: Haath Ki Safai
- 1974: Kunwaara Baap (Gastauftritt)
- 1975: Zameer
- 1976: Hera Pheri
- 1977: Khoon Pasina
- 1977: Parvarish
- 1978: Amar Akbar Anthony
- 1978: Main Tulsi Tere Aangan Ki
- 1978: Muqaddar Ka Sikandar
- 1980: Qurbani
- 1980: The Burning Train
- 1987: Insaaf
- 1987: Satya Mev Jayate
- 1988: Dayavan
- 1989: Chandni
- 1990: Jurm
- 1991: Farishtay
- 1991: Khoon Ka Karz
- 1992: Nishchaiy
- 1992: Parampara
- 1993: Insaniyat Ke Devta
- 1993: Kshatriya
- 1994: Eena Meena Deeka
- 1994: Ekka Raja Rani
- 1997: Dus (unvollendet)
- 1997: Himalay Putra
- 2002: Deewaanapan
- 2002: Kranti
- 2007: Risk
- 2009: Wanted
- 2010: Dabangg
- 2012: Dabangg 2
- 2015: Dilwale